# Mercur
Mercur er en dansk tv-serie fra 2017. Den historiske serie blev oprindeligt sendt på TV 2 Charlie.

## Handling
Tv-serien handler om den danske reklamefinanserede radiokanal, Radio Mercur, som blev sendt i perioden 1958-62 via et skib, der var forankret i Øresund. Seriens medvirkede er opdelt i fortalere for piratradioen versus modstandere. Der er indlejret en generationskonflikt i serien, idet den unge generation er fortaler for piratradioen, mens piratradioens modstandere findes i den ældre generation. Den unge jurist, Gitte Skovgaard, er fanget i et dilemma, for hun lytter til piratradioens popmusik, men som radionævnets jurist skriver hun et udkast til en lov, som kriminaliserer piratradioens aktiviteter.

## Produktion
Seriens idémænd er Jesper Malmose og Adam Price. Den er produceret af tv-produktionsselskabet SAM Productions.
Serien er primært optaget i det Sydfynske Øhav og Svendborg.

## Anakronismer
- Da direktør Jan Irsinger og journalist Peter Nielsen første gang mødes, er de skiftevis dus og Des, på trods af at samtidens takt og tone foreskrev, at man var Des.
- Stud.jur. Flemming Vestergaard ryger filtercigaretter, men filtercigaretter er af nyere dato, end serien foregiver at tilhøre.

## Inspirationskilde
Man aner, at serien Mercur er inspireret af serien Mad Men, der også forestiller livet i et firma i 1950’erne. Inspirationen ses især deri, at de medvirkede mænd i Mercur hyppigt ryger tobak og drikker alkohol, ligesom de medvirkende i Mad Men.

## Medvirkende
| Skuespiller          | Rolle                                                     |
| -------------------- | --------------------------------------------------------- |
| Andreas Jessen       | Stud.jur. (og senere radiovært) Flemming Vestergaard      |
| Neel Rønholt         | Marketingmedarbjder Anne-Marie Jensen                     |
| Stephania Potalivo   | Stud.jur. (senere cand.jur.) Gitte Skovgaard              |
| Jon Lange            | Direktør Jan Irsinger                                     |
| Rasmus Botoft        | Programchef Torben Stenbæk                                |
| Charlotte Fich       | Lily Irsinger, Jan Irsingers mor og investor              |
| Peter Gantzler       | Preben Borg, Jan Irsingers gudfar og investor             |
| Jesper Lohmann       | Cykelsmed og radiomontør Richard Hansen                   |
| Anders W. Berthelsen | Fortælleren                                               |
| Bertil Smith         | Asger                                                     |
| Susanne Storm        | Tove Vestergaard, Flemming Vestergaards mor               |
| Ken Vedsegaard       | Marketingschef Schiøler Mortensen                         |
| Henrik Birch         | Bankmand Verner Vestergaard, Flemming Vestergaards far    |
| Karoline Brygmann    | Karen-Margrethe Halvorson                                 |
| Steen Stig Lommer    | Radionævnets direktør Peder Falk                          |
| Jesper Zuschlag      | Henry Halvorson                                           |
| Mikael Birkkjær      | Journalist Peter Nielsen, Jan Irsingers hemmelige kæreste |
| Molly Egelind        | Debattøren Ditte                                          |